# St Levan
St Levan – wieś w Anglii, w Kornwalii. Leży 13 km na południowy zachód od miasta Penzance i 423 km na południowy zachód od Londynu. W 2001 miejscowość liczyła 487 mieszkańców.